# Лещины (Львовская область)
Лещины (укр. Ліщини) — село в Ходоровской городской общине Стрыйского района Львовской области Украины.
Население по переписи 2001 года составляло 578 человек. Занимает площадь 1,59 км². Почтовый индекс — 81717. Телефонный код — 3239.